# Кыма
Кы́ма (Кымь) — река в Архангельской области России, правый приток Мезени, протекает по территории Лешуконского района.
Устье реки находится в 315 км по правому берегу реки Мезень на высоте 45 м над уровнем моря. Длина реки составляет 219 км, площадь водосборного бассейна — 2630 км².

Бассейн реки Мезень

## Данные водного реестра
По данным государственного водного реестра России относится к Двинско-Печорскому бассейновому округу, водохозяйственный участок реки — Мезень от истока до водомерного поста у деревни Малонисогорская. Речной бассейн реки — Мезень.
Код объекта в государственном водном реестре — 03030000112103000045487.